# Деррі Тауншип (округ Вестморленд, Пенсільванія)
Деррі Тауншип (англ. Derry Township) — селище (англ. township) в США, в окрузі Вестморленд штату Пенсільванія. Населення — 13 631 особа (2020).

## Демографія
Згідно з переписом 2010 року, у селищі мешкали 14 502 особи в 6135 домогосподарствах у складі 4105 родин. Було 6618 помешкань
Расовий склад населення:
| - 97,6 % — білих - 1,3 % — чорних або афроамериканців - 0,2 % — азіатів - 0,1 % — корінних американців |

До двох чи більше рас належало 0,6 %. Частка іспаномовних становила 0,6 % від усіх жителів.
За віковим діапазоном населення розподілялося таким чином: 18,8 % — особи молодші 18 років, 61,3 % — особи у віці 18—64 років, 19,9 % — особи у віці 65 років та старші. Медіана віку мешканця становила 46,2 року. На 100 осіб жіночої статі у селищі припадало 98,8 чоловіків;  на 100 жінок у віці від 18 років та старших — 96,3 чоловіків також старших 18 років.
Середній дохід на одне домашнє господарство  становив 53 756 доларів США (медіана — 45 530), а середній дохід на одну сім'ю — 65 490 доларів (медіана — 60 339). Медіана доходів становила 44 063 долари для чоловіків та 33 940 доларів для жінок. За межею бідності перебувало 15,5 % осіб, у тому числі 22,1 % дітей у віці до 18 років та 8,9 % осіб у віці 65 років та старших.
Цивільне працевлаштоване населення становило 6408 осіб. Основні галузі зайнятості: освіта, охорона здоров'я та соціальна допомога — 24,0 %, виробництво — 20,4 %, роздрібна торгівля — 9,1 %, будівництво — 7,8 %.